# Stegteori
Stegteori (en. Ladder theory) är en populärpsykologisk förklaring till sättet män och kvinnor utvärderar medlemmar av det motsatta könet under det första intrycket, och hur detta avgör framtida potential som en sexuell partner. Teorin säger att detta beslut generellt görs väldigt fort, och ofta är slutgiltigt. Teorin postades på Internet under 2002, där den har fått uppmärksamhet under åren. Även om den genererat intresse på Internet så har den inte utvärderats seriöst av någon studie, journal eller andra socialpsykologer.
Teorin började som en satir, men entusiaster till teorin har vidarearbetat den till den formen att de anser den vara korrekt till hur dynamiken fungerar mellan manlig och kvinnlig attraktion.

## Sammanfattning
Stegteorin förklarar skillnader i hur heterosexuella män och kvinnor värderar potentiella sexpartners av det motsatta könet, och lägger stor vikt vid det första intrycket. Den markerar tydligt åsikten att män är mer redo att ha sex med kvinnliga vänner, än kvinnor är redo att ha sex med manliga vänner. Baserat på denna åsikt säger teorin att en man som är vän med en kvinna inte har någon garanti, och faktiskt sänker sina chanser, till att kunna ha sex med henne.
Teorin konstaterar att heterosexuella kategoriserar personer av det motsatta könet antingen som möjliga sexuella partners eller icke-sexuella bekantskaper, varje kategori med en egen sekventiell rangordning inom sig, som avgör hur villig personen i fråga är att ha sex med den andra, eller hur mycket personen värderar vänskapen. Den beskriver dessa rangsystem som stegar, och hävdar att denna kategoriseringsprocess sker inom den första timmen efter att man mött någon för första gången. Den hävdar att medan män ser alla kvinnor som potentiella sexuella partners åtminstone till någon grad (detta representeras av att män bara har en "stege" som de placerar alla kvinnor på), så sorterar kvinnor in män i sexuella och icke-sexuella stegar (representerat av att kvinnor har två distinkta "stegar", "(Bara) Vänner-stegen" och den "Goda stegen"), och hävdar att kvinnor generellt är ovilliga att omkategorisera efter den första placeringen.
Utifrån den grundläggande stegteorin har flera deriveringar av närliggande ämnen skrivits ut på hemsidan. Vänner till författaren och användare som bidragit till sidan har lagt in deras observationer på dynamiken i heterosexuella interaktioner, och har skapat artiklar där de utgår ifrån stegteorin. Frågeställningar om vad som attraherar det motsatta könet, vanliga sociala situationer, och slutsatser för vad som borde göras grundat på dessa observationer har organiserats som underartiklar till stegteorin. En lista av jargong, akronymer och diagram har skapats och används flitigt på sidan.
Stegteorin konstaterar i korthet att män inte bör förhasta sig med att vara "trevliga" mot kvinnor, då de förbereder en situation där de själva blir utnyttjade, och de kommer inte skapa någon sexuell attrahering på det sättet. Anhängare till teorin har uttryckt åsikter om att vara onödigt "trevlig" mot en kvinna är en form av psykisk manipulation som används av män som saknar självförtroende för att flörta och närma sig en kvinna, och därigenom göra deras sexuella attraktion tydlig.

## Kritik
Teorin har fått kritik för att vara cynisk, då den har högst provokativa påståenden såsom att "99.999999% av alla kvinnor är hyndor" och att "99.999999% av alla män är svin." Vid sidan av själva teorin i sig, så finns även ett ogillande mot den livsstil som teorin för med sig. Många anhängare av stegteorin förstår dock dess sarkasm, men ser även dess grundläggande sanningar, där den allra viktigaste är att en man som blir vän med en kvinna med sexuella avsikter är ohederlig och förr eller senare kommer orsaka frustration mellan de två.
Efter att ha blivit ökänd på Internet efter all kontrovers har den ursprunglige författaren vidtagit åtgärder för att få bort sitt namn från hemsidan, för att inte förstöra sitt rykte i företagsvärlden.